# 亚历山大·诺德尔曼

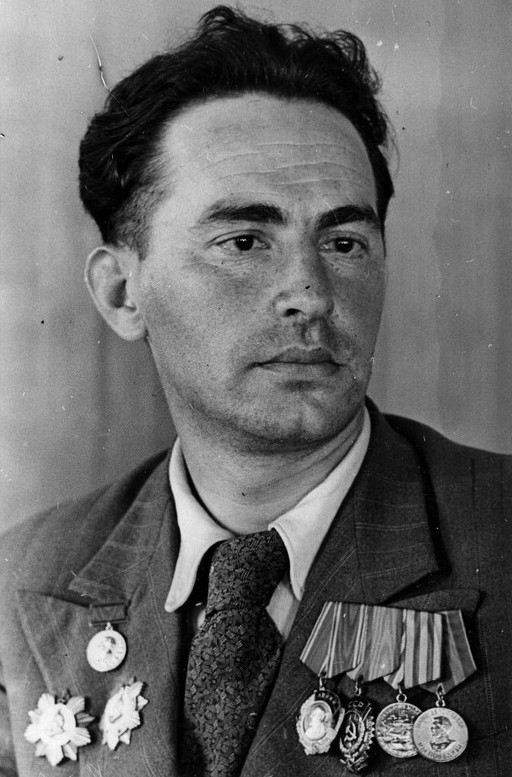
亚历山大·诺德尔曼

亚历山大·诺德尔曼（俄语： 1912年8月21日—1996年8月2日）苏联武器设计师。诺德尔曼指导设计了许多武器系统，在飞机武器，无制导火箭弹和反坦克制导导弹的开发上做出了特殊贡献。知名武器包括：NS-23机炮、NS-37机炮、NS-45机炮、NR-23机炮。